# Сланці
Сла́нці, лупаки́ — гірські породи з паралельним (пошаровим) розташуванням мінералів, що входять до їхнього складу. Характеризуються сланцюватістю — здатністю легко розщеплюватися на окремі шари.

## Загальний опис
За характером початкових порід розрізнюють орто- і парасланці. Перші виникли при метаморфізмі магматичних, другі — осадових гірських порід. За ступенем метаморфізму розрізнюють слабометаморфізовані глинисті сланці, кременисті, глибокометаморфізовані кристалічні. Проміжне положення займають філіти, хлоритові і серицитові сланці, зелені сланці і інш. (див. метаморфічні сланці).
Сланці складаються переважно з кварцу чи польових шпатів і темнозабарвлених мінералів. Вони звичайно містять або кварц і слюду (біотит, мусковіт), або піроксени, амфіболи і плагіоклаз чи скаполіт, або тільки темнокольорові мінерали (напр., рогову обманку). Залежно від складу, розділяють сланці слюдяні, хлоритові, талькові, амфіболові тощо. До складу кристалічних сланців входять також специфічні мінерали метаморфічних порід — ґранат (альмандин), кордієрит, андалузит, кіаніт, силіманіт, ставроліт, скаполіт, іноді карбонати і інш. Глинисті сланці, збагачені органічними речовинами, використовуються як горючі сланці. Сланці, збагачені графітом, служать сировиною для його вилучення. Кременисті сланці застосовуються у виробництві щебеню і силікатної цегли (динасу), кристалічні сланці — як вогнетривка сировина, для отримання силуміну.
В Україні сланці є в Криму, на Донбасі, на Криворіжжі та в інших районах.
Використовують їх як будівельний матеріал, у хімічній промисловості.